# Asota caricae
Asota caricae är en fjärilsart som beskrevs av Fabricius 1775. Asota caricae ingår i släktet Asota och familjen nattflyn. Inga underarter finns listade i Catalogue of Life.

## Bildgalleri

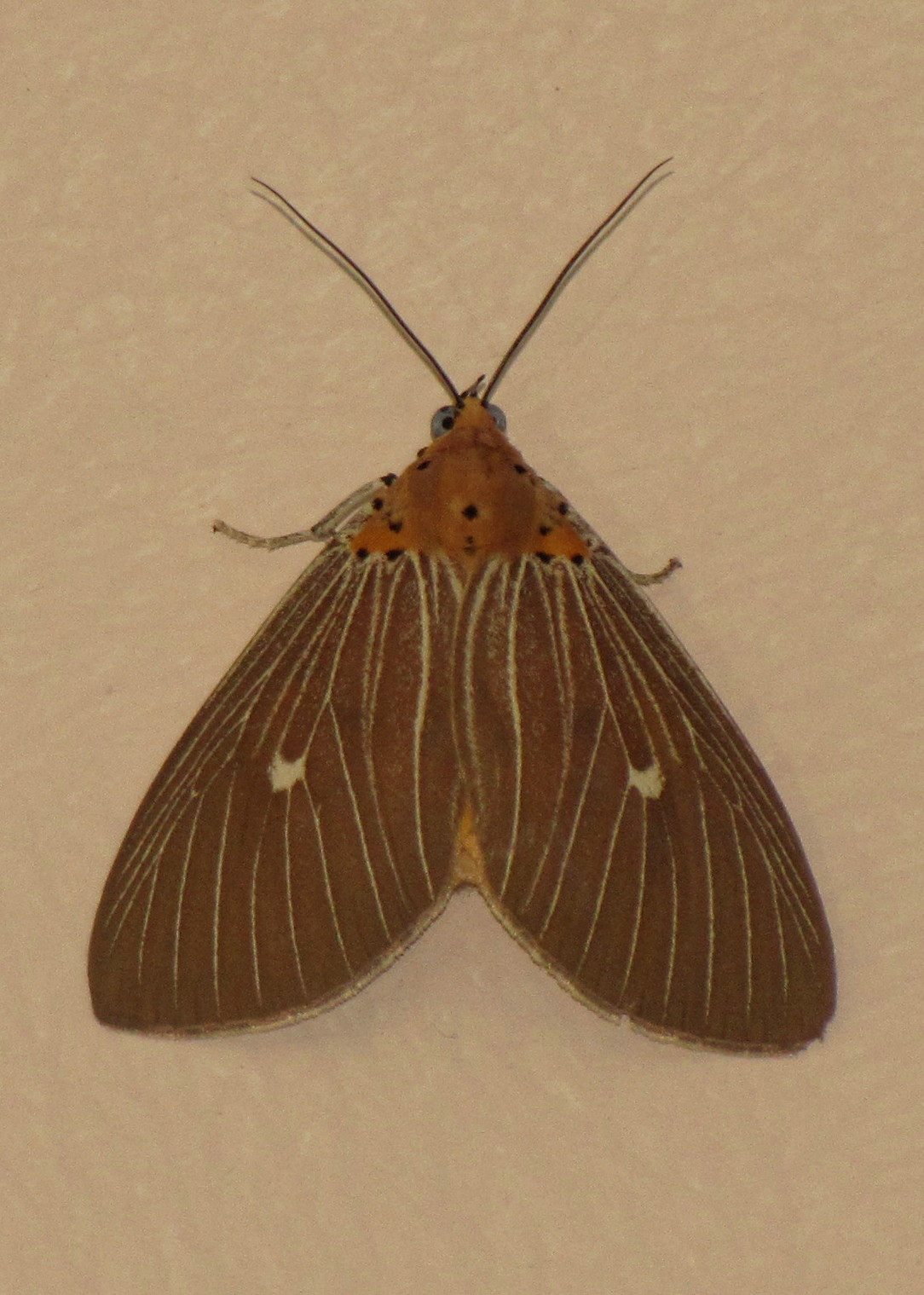
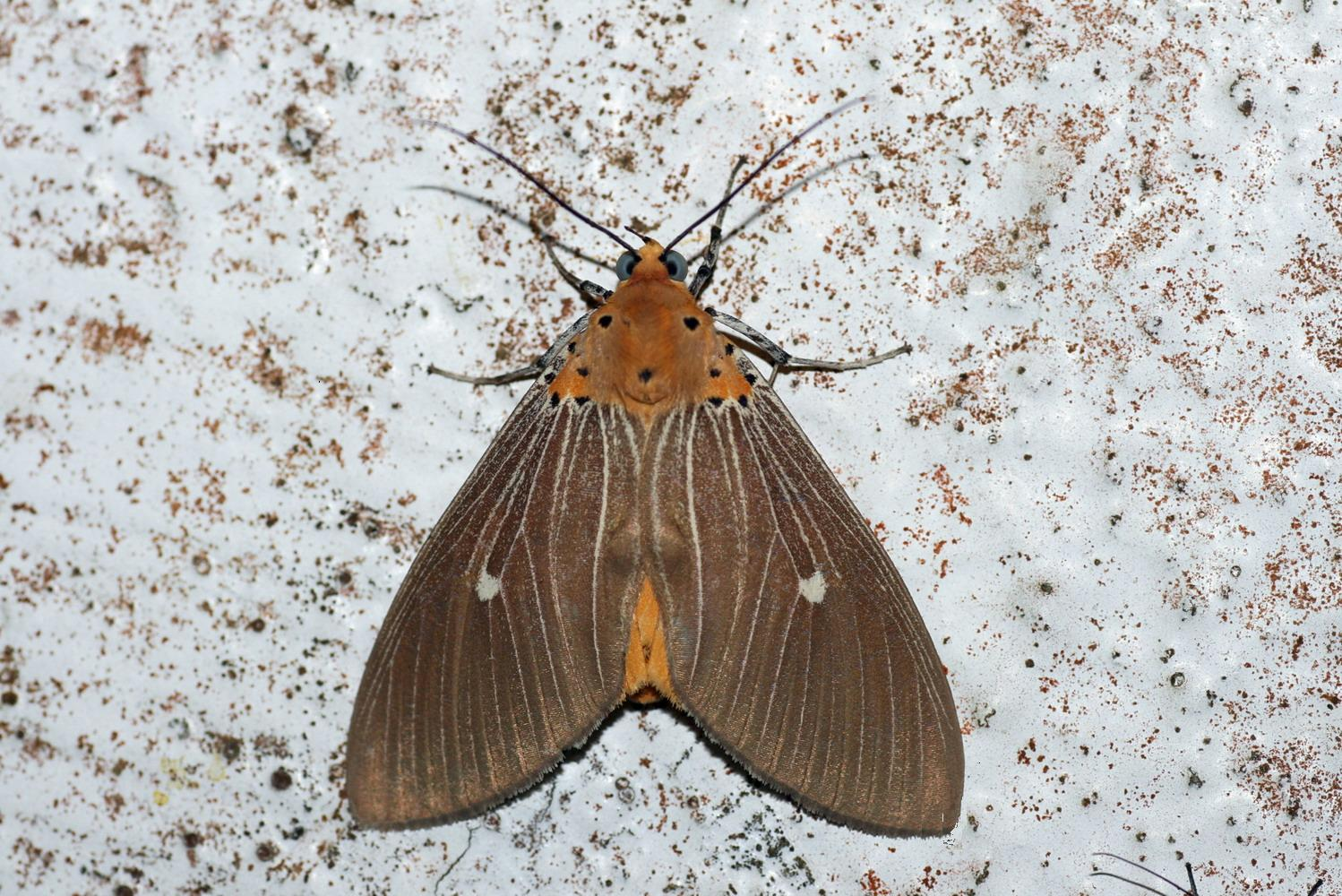
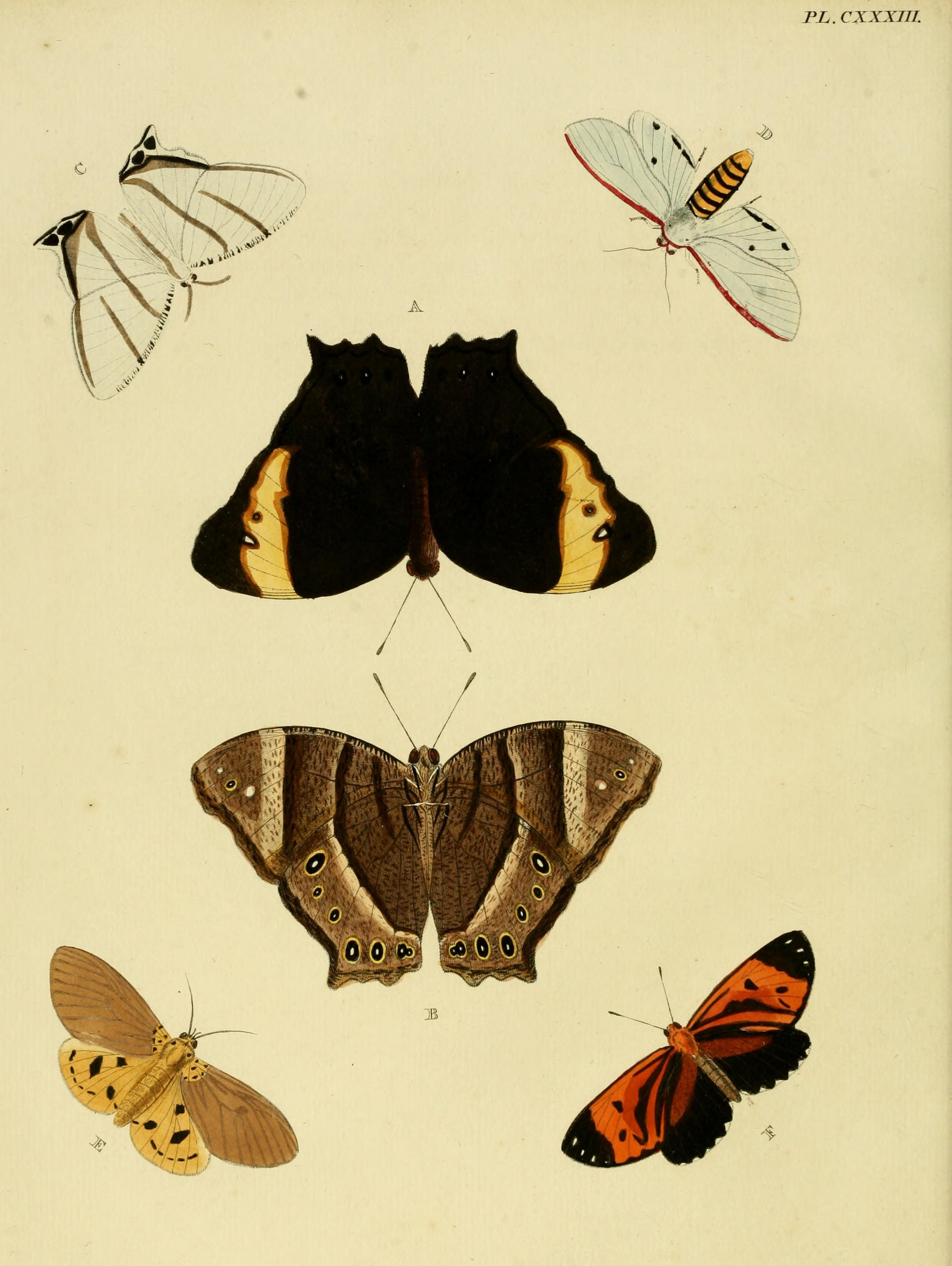
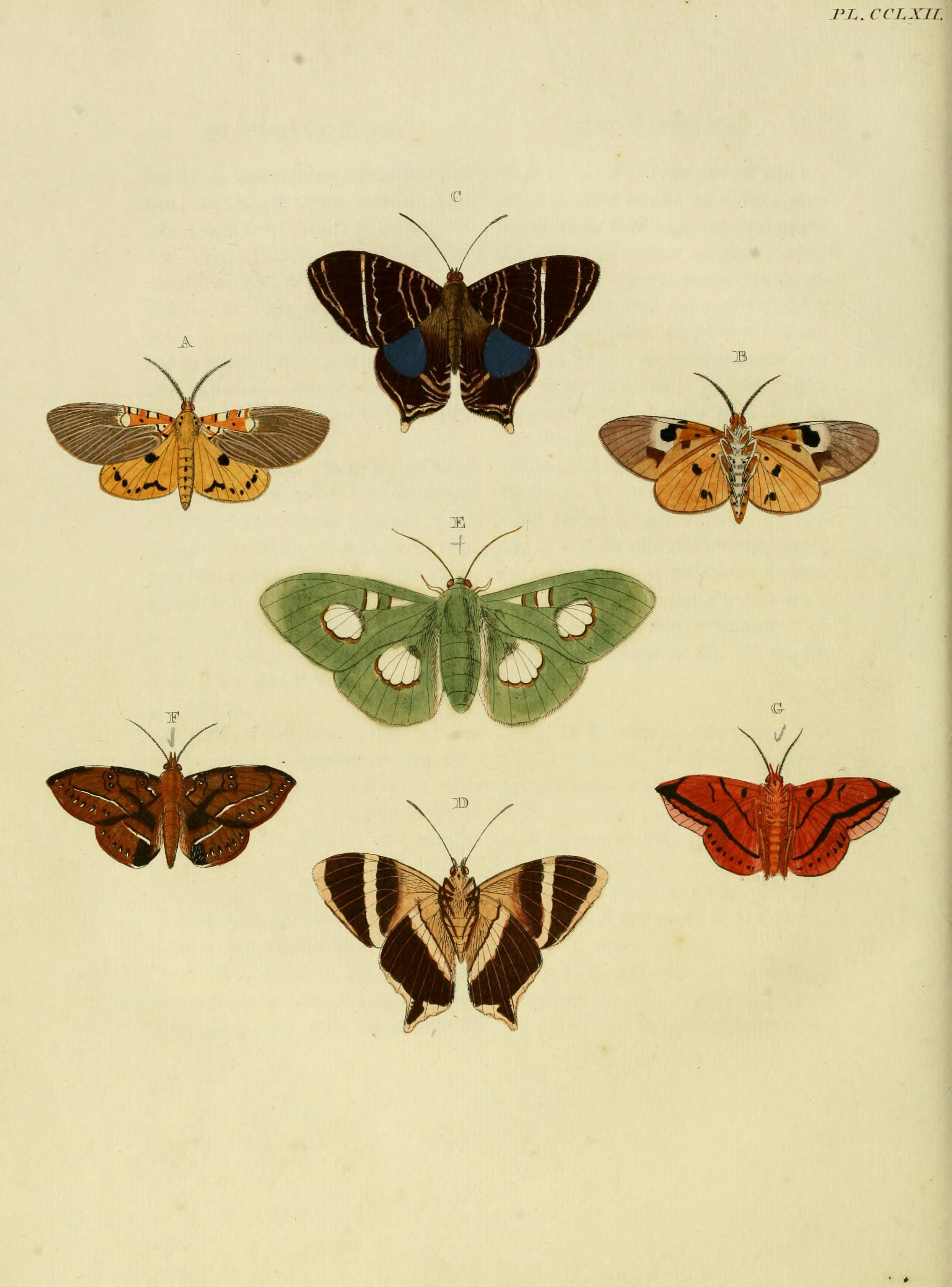